# 포커스 피처스
포커스 피처스(영어: Focus Features)는 2002년에 설립된 미국의 단편,예술 영화 제작 & 배급사이다.

## 같이 보기
- 로그 (기업)
- 소니 픽처스 엔터테인먼트
- 서치라이트 픽처스